# Wonderful
Wonderful – czwarta płyta zespołu Circle Jerks wydana w 1985 roku przez firmę Combat Core.

## Lista utworów
1. Wonderful
2. Firebaugh
3. Making the Bombs
4. Mrs. Jones
5. Dude
6. American Heavy Metal Weekend
7. I & I
8. The Crowd
9. Killing for Jesus
10. Karma Stew
11. 15 Minutes
12. Rock House
13. Another Broken Heart for Snake

## Muzycy
- Keith Morris - wokal
- Greg Hetson - gitara
- Zander Schloss - gitara basowa
- Keith Clark - perkusja